# Ауденсіо Контрерас Гонсалес
Ауденсіо Контрерас Гонсалес (ісп. Audencio Contreras Gonzalez) — мексиканський кар'єрний дипломат. Надзвичайний і Повноважний Посол Мексиканських Сполучених Штатів в Україні (з 2024).

## Життєпис
Ауденсіо Контрерас Гонсалес, народився в громаді Ель-Ормігеро, що належить до муніципалітету Чалчіуітес, штат Сакатекас. Здобув економічну освіту в Одеському економічному інституті (Україна), та здобув ступінь магістра в Московському економіко-статистичному інституті (РФ).
З 03.04.1989 по 31.08.1990 рр. — Начальник відділу ситуаційного аналізу INEGI.
З 01.09.1990 по 01.04.1991 рр. — Начальник відділу з питань Аргентини, Головного управління Латинської Америки МЗС Мексики
З 01.04.1991 по 14.02.1994 рр. — радник, загальна координація радників МЗС Мексики
З 14.02.1994 по 10.05.1997 рр. — Офіцер зв'язку Посольства Мексики в Кенії, представник Уряду Мексики до ЮНЕП і UN-HABITAT
З 07.10.1997 по 21.06.2001 рр. — радник з економічних питань Посольства Мексики в Аргентині
З 22.06.2001 по 30.04.2006 рр. — радник з економічного та науково-технічного співробітництва Посольство Мексики в Парагвай
З 01.05.2006 по 31.03.2007 рр. — Заступник директора LAC-EU та OECD, Головного управління науково-технічного співробітництва Міністерства закордонних справ Мексики.
З 01.04.2007 по 31.08.2009 рр. — Директор з координації міжнародних організацій та адміністративних зв'язків Генерального управління регіональних і багатосторонніх економічних організацій Міністерства закордонних справ Мексики.
З 01.09-2009 по 13.08.2014 рр. — Керівник консульського відділу Посольства Мексики в Російській Федерації
З 14.08.2014 по 01.11.2016 рр. — Керівник консульського відділу Посольства Мексики в Данії
Обіймав посаду координатора відділу планування, співпраці та інформаційних систем Мексиканського агентства з міжнародного співробітництва в галузі розвитку, а раніше був заступником генерального директора з аналізу та міжнародних економічних організацій Мехіко з 2016 по 2021 рік. У своєму робочому плані пан Гонсалес висловив намір посилити двосторонні відносини між Мексикою та Україною в таких сферах, як культурна, економічна та освітня. 12 березня 2024 року затверджений сенатом на посаду Надзвичайного і Повноважного Посла Мексики в Україні..
18 червня 2024 року — вручив копії вірчих грамот заступниці міністра закордонних справ України Ірині Боровець.
16 серпня 2024 року — вручив вірчі грамоти Президенту України Володимиру Зеленському.